# Billeder af Danmarks Dyreliv
Billeder af Danmarks Dyreliv er en dokumentarfilm fra 1939 instrueret af Carl Dreyer.

## Handling
Eigil Holm: Filmen viser en stor mængde fugle og pattedyr. Der er et portræt af fuglen, både stående og i bevægelse. Som oftest er der billeder af fuglen på reden, samt æg og unger. Filmen har til formål at lære jægerne de forskellige fuglearter at kende. Der er i de fleste tilfælde tekster med fuglens navn. Følgende fugle er vist: Hættemåge, dværgmåge, sildemåge, splitterne (koloni), fjordterne, sandterne, alk, lomvie, edderfugl, toppet skallesluger, strandskade, gravand, gråand, blishøne, toppet lappedykker, sorthalset l. moseterne, kobbersneppe, rødben, klyde, rørdrum (unger på reden, den voksnes jagt), brushaner (på danseplads), regnspove, hjejle, fasan, agerhøns, hejre, stork, knopsvane, duehøg, vandrefalk, rørhøg (unger i forsvarsstilling), ugleunge, natravn, skade, gråand (rede), gøgeunge i engpiberrede, urfugl. Pattedyr: Ræv, grævling, odder, hermelin, brud, husmår, hare, egern, rådyr, kronhjort, vildsvin.